# Jean-Louis Danguillaume
Jean-Louis Danguillaume (* 14. Dezember 1949 in Joué-lés-Tours; † 1. Mai 2009 ebenda)  war ein französischer Radrennfahrer.

## Sportliche Laufbahn
Sein erster größerer Erfolg war ein Etappensieg in der Jugoslawien-Rundfahrt 1970. Nachdem er bereits in Jugoslawien, Polen, Algerien und Großbritannien Erfahrungen bei größeren Landesrundfahrten gemacht hatte, startete er 1973 bei der Internationalen Friedensfahrt. Er beendete das Rennen als 43. des Gesamtklassements, wobei er sich auf neun Etappen unter den zehn besten Fahrern der jeweiligen Etappe platzieren konnte. Seinen ersten Start bei den UCI-Straßen-Weltmeisterschaften hatte er 1970, als er 30. im Einzelrennen wurde. 1974 wechselte er ins Lager der Berufsfahrer und startete von 1974 bis 1978 für das Team Peugeot. Dort gelangen ihm insgesamt acht Siege. 1975 belegte er beim Langstreckenrennen Bordeaux–Paris den sechsten Platz. Das Rennen Circuit de l’Indre gewann er 1976. Zum Ende seiner Laufbahn startete er auch vermehrt auf der Bahn. Er wurde Dritter der nationalen Meisterschaften im Sprint und Vierter im Steherrennen 1977.

## Familiäres
Jean-Louis Danguillaume ist der Bruder von Jean-Pierre Danguillaume, der 1968 die Internationale Friedensfahrt gewann. Sein Vater Andre Danguillaume sowie seine Onkel Camille Danguillaume, Roland Danguillaume und Marcel Danguillaume und Jean Danguillaume waren alle Radsportler.